# Rassegna femminile italiana
Rassegna femminile italiana è stato un quindicinale fascista rivolto alle donne, fondato a Roma nel 1925 da Elisa Majer Rizzioli e pubblicato fino al 1930.

## Storia
Il primo numero uscì a Roma il 15 gennaio 1925, ad opera di Elisa Majer Rizzioli (1880-1930), figura di spicco nei primi anni del fascismo. Interventista allo scoppio della prima guerra mondiale, fu collaboratrice de Il Popolo d’Italia, fondato da Benito Mussolini, e nel 1922 partecipò come infermiera alla marcia su Roma.
La rivista, che contava circa una ventina di pagine e una tiratura di circa 4000 copie, fino a dicembre 1926 ebbe come sottotitolo Bollettino ufficiale dell'Ispettorato dei Fasci femminili, che da gennaio 1927, a seguito dei mutati rapporti con la dirigenza del Partito Nazionale Fascista, cambiò in «dedicata ai fasci femminili».
Majer Rizzioli ne fu la direttrice e la principale finanziatrice. Il suo obbiettivo era quello di creare uno spazio intellettuale per la "donna nuova" fascista, contribuendo a delineare l'immagine e i compiti che il regime le assegnava. Nello stesso tempo, la rivista rappresentava il tentativo di coniugare i principi del fascismo con le aspirazioni femminili: accanto alla promozione del modello di madre prolifica e di moglie esemplare, dedita alla famiglia e al focolare, Rassegna femminile italiana dava un ampio spazio alla figura delle donne lavoratrici, sovvertendo la nozione di maternità come missione biologicamente determinata delle donne nello Stato e sollecitava un ruolo femminile attivo nell'organizzazione delle opere sociali e assistenziali promosse dal regime, come ad esempio l'Opera Nazionale Maternità e Infanzia.
Nei primi anni di vita il periodico non subì grandi trasformazioni se non per il prezzo e per la copertina, che nel 1925 cambiò quattro volte fino ad arrivare a quella ufficiale che rappresentava una donna stilizzata con le braccia verso l'alto con l'intento di raccogliere le fiamme, simbolo sacro del partito.

## Rubriche
Il giornale dava spazio all'attualità e alla propaganda fascista, esaltando le gesta del duce e della sua famiglia come prototipo di famiglia fascista. Le donne venivano invitate a contribuire alla costruzione della nazione secondo gli ideali del regime.
Diverse rubriche erano dedicate alle madri, all'igiene e alla cura dei bambini, alle donne lavoratrici e al lavoro domestico. Altro spazio veniva dedicato a poesie, novelle di intellettuali dell'epoca, rassegne di libri, moda, bellezza, cucina e cura della casa, elementi comuni alle riviste femminili del tempo, rilette in chiave "nazionale" e "fascista".
La rubrica Vita dei Fasci femminili, curata personalmente dalla direttrice, riportava i resoconti dettagliati delle iniziative dei Fasci Femminili e delle varie organizzazioni femminili inquadrate nel regime. 
La rubrica Sindacati e lavoro, che faceva riferimento all'attività di Gina Giannini Alessandri, un'esperta di problemi giuridico-assistenziali, venne in seguito soppressa.

### Rapporto con il regime fascista
Il rapporto tra la Rassegna Femminile Italiana e il regime fu complesso e non sempre lineare. Se da un lato la rivista nasceva e operava come strumento di inquadramento e diffusione degli ideali fascisti, in particolare per quanto riguarda il modello femminile, dall'altro rifletteva le tensioni e le dinamiche interne al Partito Nazionale Fascista e la progressiva restrizione degli spazi di autonomia concessi alle donne.
Elisa Majer Rizzioli sperimentò le frizioni con la gerarchia fascista a causa della sua intraprendenza editoriale e della fiducia riposta nell'autonomia decisionale del fascismo femminile. Questa posizione la portò quasi subito a un duro confronto con la fazione più intransigente del partito, alla quale Mussolini aveva affidato la gestione delle attività di propaganda, della cultura, dello sport e della diffusione della stampa.
All'inizio del 1926, su pressione di Roberto Farinacci, fu costretta a rassegnare le dimissioni da ispettrice generale dei Fasci femminili, non riuscendo a trovare un punto di incontro con i dirigenti fascisti che volevano confinare le donne nelle sole attività assistenziali.
La rivista sospese le pubblicazioni nel 1926, riprese nel gennaio dell'anno successivo con un cambio del sottotitolo: non più "Bollettino dei Fasci femminili", ma rivista a loro dedicata.
Alla sua riapertura, il periodico aveva subito la cosiddetta "fascistizzazione"; alcune rubriche erano state eliminate per dare maggiore spazio ad altre, come quelle che promovevano la campagna di crescita demografica. Il governo fascista da una parte pretendeva una massiccia partecipazione delle donne nelle varie organizzazioni, ma d'altro canto imponeva loro una "partecipazione passiva", cioè priva di qualsiasi autonomia e completamente assoggettata alla gerarchia di partito. 
La rivista cessò definitivamente le sue pubblicazioni il 1° luglio 1930, pochi giorni dopo la morte della sua direttrice. Nel frattempo un altro periodico divenne il riferimento dei Fasci Femminili in termini di informazione, educazione e soprattutto propaganda: il Giornale della donna, prima redatto da Teresa Labriola e successivamente da Paola Benedettini Alferazzi.
La Rassegna Femminile Italiana rimane una fonte preziosa per gli studi sulla storia delle donne nel periodo fascista, in quanto permette di analizzare come il regime cercò di modellare l'identità femminile e come alcune figure femminili tentarono di negoziare o interpretare il loro ruolo all'interno di un sistema sempre più autoritario.